# Зольф, Вильгельм
Вильгельм Зольф (нем. Wilhelm Solf; 5 октября 1862, Берлин — 6 февраля 1936, Берлин) — немецкий востоковед, дипломат и государственный деятель.

## Биография
Изучал востоковедение, Индию, санскрит в Берлинском, Гёттингенском и Галльском университетах. В 1885 году защитил диссертацию, преподавал в Кильском университете. Под руководством Рихарда Пишеля работал над учебником по грамматике санскрита.
С 1888 года состоял на службе в министерстве иностранных дел Германии. В 1900—1911 годах — губернатор Германского Самоа. В 1911—1918 годах Министр по делам колоний Германии. В 1918 году — статс-секретарь МИД Германской империи. В 1920—1928 годах — немецкий посол в Токио.

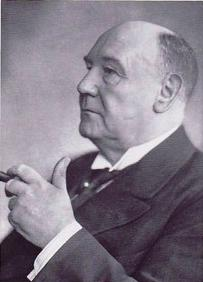
Вильгельм Зольф, германский губернатор Самоа (1900—1910)